# Diopatra gesae
Diopatra gesae är en ringmaskart som beskrevs av Paxton 1998. Diopatra gesae ingår i släktet Diopatra och familjen Onuphidae. Inga underarter finns listade i Catalogue of Life.